# ديف ماكفيرسون
ديف ماكفيرسون (بالإنجليزية: Dave McPherson)‏ (28 يناير 1964 في المملكة المتحدة - ) هو مدرب كرة قدم ولاعب كرة قدم بريطاني في مركز الدفاع، شارك في بطولة أمم أوروبا 1992 وكأس العالم 1990. وشارك مع منتخب اسكتلندا لكرة القدم. أما مع النوادي، فقد لعب مع نادي رينجرز وهارت أوف ميدلوثيان وCarlton SC ‏ ونادي غرينوك مورتون.

## وصلات خارجية
- ديف ماكفيرسون على موقع الاتحاد الدولي (مؤرشف)  (الإنجليزية)
- ديف ماكفيرسون على موقع الاتحاد الإسكتلندي (الإنجليزية)
- ديف ماكفيرسون على موقع قاعدة بيانات كرة القدم.إي يو (الإنجليزية)
- ديف ماكفيرسون على موقع ناشيونال فوتبول تيمز (الإنجليزية)
- ديف ماكفيرسون على موقع Soccerbase.com (لاعب) (الإنجليزية)
- ديف ماكفيرسون على موقع Soccerway.com (الإنجليزية)
- ديف ماكفيرسون على موقع عالم كرة القدم.نت (الإنجليزية)